# Cuarta Flota de los Estados Unidos
La Cuarta Flota es una flota de la Armada de los Estados Unidos. Es la responsable de todas al operaciones en el Caribe, América Central y América del Sur. Su cuartel general se encuentra en la Base Naval de Mayport, Jacksonville, Florida, su actual comandante es el vicealmirante Sinclair M. Harris. La Cuarta Flota se encuentra bajo mando del Comando Sur de Estados Unidos.

## Historia
La Cuarta Flota fue creada en 1943, durante la Segunda Guerra Mundial, y disuelta en 1950 cuando sus buques pasaron a formar parte de la Segunda Flota de los Estados Unidos. 
En abril de 2008, el Jefe de Operaciones Navales, el almirante Gary Roughead, anunció el restablecimiento de la Cuarta Flota. El 12 de julio de ese mismo año se oficializó el restablecimiento durante una ceremonia llevada a cabo en la Estación Naval de Mayport.
Esta reactivación, sin haber informado a los gobiernos de los países de Sudamérica, provocó la preocupación en algunos de esos gobiernos. Los gobiernos de Argentina y de Brasil, preguntaron al Departamento de Estado cuales serían las misiones de la flota. En Venezuela, el presidente Hugo Chávez acusó a los estadounidenses de querer asustar a la gente de Sudamérica, y prometió que sus nuevos aviones Sukhoi Su-30, podrían hundir cualquier nave estadounidense que invadiese aguas venezolanas. Fidel Castro advirtió que podrían producirse nuevos incidentes como la crisis ente Ecuador y Colombia en 2008.

## Buques
No hay naves asignadas permanentemente a la Cuarta Flota, cualquier buque de la Armada estadounidense, que se despliegue en su zona de influencia pasa a estar bajo su control independientemente de a que flota pertenezcan.